# Francia en la Copa Mundial de Fútbol de 2018
La selección de Francia fue uno de los 32 equipos participantes en la Copa Mundial de Fútbol de 2018, torneo que se llevó a cabo del 14 de junio al 15 de julio en Rusia.

## Clasificación

### Grupo A
| Selección    | Pts. | PJ | PG | PE | PP | GF | GC | Dif |
| ------------ | ---- | -- | -- | -- | -- | -- | -- | --- |
| Francia      | 23   | 10 | 7  | 2  | 1  | 18 | 6  | 12  |
| Suecia       | 19   | 10 | 6  | 1  | 3  | 26 | 9  | 17  |
| Países Bajos | 19   | 10 | 6  | 1  | 3  | 21 | 12 | 9   |
| Bulgaria     | 13   | 10 | 4  | 1  | 5  | 14 | 19 | -5  |
| Luxemburgo   | 6    | 10 | 1  | 3  | 6  | 8  | 26 | -18 |
| Bielorrusia  | 5    | 10 | 1  | 2  | 7  | 6  | 21 | -15 |

| Fecha                   | Lugar       | Local        |                             | Resultado                                                      |                             | Visitante    |
| ----------------------- | ----------- | ------------ | --------------------------- | -------------------------------------------------------------- | --------------------------- | ------------ |
| 6 de septiembre de 2016 | Borísov     | Bielorrusia  | Bandera de Bielorrusia      | 0 – 0 Archivado el 13 de diciembre de 2017 en Wayback Machine. | Bandera de Francia          | Francia      |
| 7 de octubre de 2016    | Saint-Denis | Francia      | Bandera de Francia          | 4 – 1 Archivado el 24 de diciembre de 2017 en Wayback Machine. | Bandera de Bulgaria         | Bulgaria     |
| 10 de octubre de 2016   | Ámsterdam   | Países Bajos | Bandera de los Países Bajos | 0 – 1 Archivado el 24 de diciembre de 2017 en Wayback Machine. | Bandera de Francia          | Francia      |
| 11 de noviembre de 2016 | Saint-Denis | Francia      | Bandera de Francia          | 2 – 1 Archivado el 9 de diciembre de 2017 en Wayback Machine.  | Bandera de Suecia           | Suecia       |
| 25 de marzo de 2017     | Luxemburgo  | Luxemburgo   | Bandera de Luxemburgo       | 1 – 3 Archivado el 24 de diciembre de 2017 en Wayback Machine. | Bandera de Francia          | Francia      |
| 9 de junio de 2017      | Solna       | Suecia       | Bandera de Suecia           | 2 – 1 Archivado el 13 de diciembre de 2017 en Wayback Machine. | Bandera de Francia          | Francia      |
| 31 de agosto de 2017    | Saint-Denis | Francia      | Bandera de Francia          | 4 – 0 Archivado el 13 de diciembre de 2017 en Wayback Machine. | Bandera de los Países Bajos | Países Bajos |
| 3 de septiembre de 2017 | Toulouse    | Francia      | Bandera de Francia          | 0 – 0                                                          | Bandera de Luxemburgo       | Luxemburgo   |
| 7 de octubre de 2017    | Sofía       | Bulgaria     | Bandera de Bulgaria         | 0 – 1                                                          | Bandera de Francia          | Francia      |
| 10 de octubre de 2017   | Saint-Denis | Francia      | Bandera de Francia          | 2 – 1                                                          | Bandera de Bielorrusia      | Bielorrusia  |

### Goleadores
1px #aaa solid; border-collapse: collapse; font-size: 90%;" width=40%
| Jugador           | Goles | Asistencias | Minuto | PJ |
| ----------------- | ----- | ----------- | ------ | -- |
| Olivier Giroud    | 4     | 1           | 583    | 8  |
| Antoine Griezmann | 4     | 4           | 854    | 10 |
| Kévin Gameiro     | 2     | -           | 158    | 3  |
| Thomas Lemar      | 2     | -           | 277    | 4  |
| Dimitri Payet     | 2     | 3           | 455    | 8  |
| Paul Pogba        | 2     | -           | 630    | 7  |
| Kylian Mbappé     | 1     | -           | 215    | 6  |
| Blaise Matuidi    | 1     | 1           | 623    | 7  |
| Djibril Sidibé    | -     | 3           | 845    | 10 |

## Preparación

### Amistosos previos
Datos correspondientes al periodo entre la finalización de la Eurocopa 2016 y el inicio de la Copa Mundial de Fútbol de 2018

#### Italia vs Francia
| 1 de septiembre de 2016 | Italia    | 1:3 (1:2) | Francia                                | Stadio San Nicola, Bari                                   |                                                           |
|                         | Pellè 21' |           | Martial 17' · Giroud 28' · Kurzawa 81' | Asistencia: 40 000 espectadores Árbitro(s): Björn Kuipers | Asistencia: 40 000 espectadores Árbitro(s): Björn Kuipers |

| Uniformes | Uniformes |
| --------- | --------- |
|           |           |

#### Francia vs Costa de Marfil
| 15 de noviembre de 2016 | Francia | 0:0 (0:0) | Costa de Marfil | Stade Bollaert-Delelis, Lens                              |  |
|                         |         |           |                 | Asistencia: 35 000 espectadores Árbitro(s): Radu Petrescu |  |

| Uniformes | Uniformes |
| --------- | --------- |
|           |           |

#### Francia vs España
| 28 de marzo de 2017 | Francia | 0:2 (0:0) | España                          | Estadio de Francia, Saint-Denis                          |                                                          |
|                     |         |           | Silva 68' (pen.) · Deulofeu 77' | Asistencia: 79 021 espectadores Árbitro(s): Felix Zwayer | Asistencia: 79 021 espectadores Árbitro(s): Felix Zwayer |

| Uniformes | Uniformes |
| --------- | --------- |
|           |           |

#### Francia vs Paraguay
| 2 de junio de 2017 | Francia                                           | 5:0 (2:0) | Paraguay | Roazhon Park, Rennes                                   |                                                        |
|                    | Giroud 6', 13', 69' · Sissoko 76' · Griezmann 77' |           |          | Asistencia: 28 256 espectadores Árbitro(s): Artur Dias | Asistencia: 28 256 espectadores Árbitro(s): Artur Dias |

| Uniformes | Uniformes |
| --------- | --------- |
|           |           |

#### Francia vs Inglaterra
| 13 de junio de 2017 | Francia                               | 3:2 (2:1) | Inglaterra          | Estadio de Francia, Saint-Denis                          |                                                          |
|                     | Umtiti 22' · Sidibé 43' · Dembélé 78' |           | Kane 9', 48' (pen.) | Asistencia: 79 000 espectadores Árbitro(s): Davide Massa | Asistencia: 79 000 espectadores Árbitro(s): Davide Massa |

| Uniformes | Uniformes |
| --------- | --------- |
|           |           |

#### Francia vs Gales
| 10 de noviembre de 2017 | Francia                    | 2:0 (1:0) | Gales | Estadio de Francia, Saint-Denis                         |                                                         |
|                         | Griezmann 18' · Giroud 73' | Reporte   |       | Asistencia: 60 000 espectadores Árbitro(s): Jorge Sousa | Asistencia: 60 000 espectadores Árbitro(s): Jorge Sousa |

| Uniformes | Uniformes |
| --------- | --------- |
|           |           |

#### Alemania vs Francia
| 14 de noviembre de 2017 | Alemania                  | 2:2 (0:1) | Francia            | RheinEnergieStadion, Colonia                             |                                                          |
|                         | Werner 56' · Stindl 90'+3 | Reporte   | Lacazette 33', 71' | Asistencia: 36 948 espectadores Árbitro(s): Cüneyt Çakır | Asistencia: 36 948 espectadores Árbitro(s): Cüneyt Çakır |

| Uniformes | Uniformes |
| --------- | --------- |
|           |           |

#### Francia vs Colombia
| 23 de marzo de 2018 | Francia                | 2:3 (2:1) | Colombia                               | Estadio de Francia, Saint-Denis                           |                                                           |
|                     | Giroud 11' · Lemar 26' |           | Muriel 28' · Falcao 62' · Quintero 85' | Asistencia: 81 300 espectadores Árbitro(s): Mark Kelermin | Asistencia: 81 300 espectadores Árbitro(s): Mark Kelermin |

| Uniformes | Uniformes |
| --------- | --------- |
|           |           |

#### Rusia vs Francia
| 27 de marzo de 2018 | Rusia      | 1:3 (0:1) | Francia                    | Estadio Krestovski, San Petersburgo |                                 |
|                     | Smólov 68' |           | Mbappé 40' 83' · Pogba 49' | Asistencia: 70 000 espectadores     | Asistencia: 70 000 espectadores |

| Uniformes | Uniformes |
| --------- | --------- |
|           |           |

#### Francia vs Irlanda
| 28 de mayo de 2018 | Francia                | 2:0 (2:0) | Irlanda | Estadio de Francia, Saint-Denis |  |
|                    | Giroud 40' · Fekir 43' |           |         |                                 |  |

| Uniformes | Uniformes |
| --------- | --------- |
|           |           |

#### Francia vs Italia
| 1 de junio de 2018 | Francia                             | 3:1 (2:1) | Italia      | Allianz Riviera, Niza |  |
|                    | Umtiti 8' · Griezmann 29' · Dembelé |           | Bonucci 36' |                       |  |

| Uniformes | Uniformes |
| --------- | --------- |
|           |           |

#### Francia vs Estados Unidos
| 9 de junio de 2018 | Francia    | 1:1 (0:1) | Estados Unidos | Parc OL, Décines-Charpieu |  |
|                    | Mbappé 78' |           | Green 44'      |                           |  |

| Uniformes | Uniformes |
| --------- | --------- |
|           |           |

## Participación

### Lista de convocados
La lista definitiva fue anunciada el 17 de mayo.
Técnico:  Didier Deschamps
| No. | Pos. | Jugador           | Fecha de nacimiento (edad)         | Apa. | Goles | Club                  |
| --- | ---- | ----------------- | ---------------------------------- | ---- | ----- | --------------------- |
| 1   | POR  | Hugo Lloris       | 26 de diciembre de 1986 (31 años)  | 98   | 0     | Tottenham Hotspur     |
| 2   | DEF  | Benjamin Pavard   | 28 de marzo de 1996 (22 años)      | 6    | 0     | VfB Stuttgart         |
| 3   | DEF  | Presnel Kimpembe  | 13 de agosto de 1995 (22 años)     | 2    | 0     | París Saint-Germain   |
| 4   | DEF  | Raphaël Varane    | 25 de abril de 1993 (25 años)      | 42   | 2     | Real Madrid           |
| 5   | DEF  | Samuel Umtiti     | 14 de noviembre de 1993 (24 años)  | 19   | 2     | Barcelona             |
| 6   | MED  | Paul Pogba        | 15 de marzo de 1993 (25 años)      | 54   | 9     | Manchester United     |
| 7   | DEL  | Antoine Griezmann | 21 de marzo de 1991 (27 años)      | 54   | 20    | Atlético de Madrid    |
| 8   | DEL  | Thomas Lemar      | 12 de noviembre de 1995 (22 años)  | 12   | 3     | Mónaco                |
| 9   | DEL  | Olivier Giroud    | 30 de septiembre de 1986 (31 años) | 74   | 31    | Chelsea               |
| 10  | DEL  | Kylian Mbappé     | 20 de diciembre de 1998 (19 años)  | 15   | 4     | París Saint-Germain   |
| 11  | DEL  | Ousmane Dembélé   | 15 de mayo de 1997 (21 años)       | 12   | 2     | Barcelona             |
| 12  | MED  | Corentin Tolisso  | 3 de agosto de 1994 (23 años)      | 9    | 0     | Bayern Múnich         |
| 13  | MED  | N'Golo Kanté      | 29 de marzo de 1991 (27 años)      | 24   | 1     | Chelsea               |
| 14  | MED  | Blaise Matuidi    | 9 de abril de 1987 (31 años)       | 67   | 9     | Juventus              |
| 15  | MED  | Steven N'Zonzi    | 15 de diciembre de 1988 (29 años)  | 4    | 0     | Sevilla               |
| 16  | POR  | Steve Mandanda    | 28 de marzo de 1985 (33 años)      | 27   | 0     | Olympique de Marsella |
| 17  | DEF  | Adil Rami         | 27 de diciembre de 1985 (32 años)  | 35   | 1     | Olympique de Marsella |
| 18  | DEL  | Nabil Fekir       | 18 de julio de 1993 (24 años)      | 12   | 2     | Olympique de Lyon     |
| 19  | DEF  | Djibril Sidibé    | 29 de julio de 1992 (25 años)      | 17   | 1     | Mónaco                |
| 20  | DEL  | Florian Thauvin   | 26 de enero de 1993 (25 años)      | 4    | 0     | Olympique de Marsella |
| 21  | DEF  | Lucas Hernández   | 14 de febrero de 1996 (22 años)    | 5    | 0     | Atlético de Madrid    |
| 22  | DEF  | Benjamin Mendy    | 17 de julio de 1994 (23 años)      | 7    | 0     | Manchester City       |
| 23  | POR  | Alphonse Areola   | 27 de febrero de 1993 (25 años)    | 0    | 0     | París Saint-Germain   |

### Fase de grupos
| Selección | Pts | PJ | PG | PE | PP | GF | GC | Dif |
| --------- | --- | -- | -- | -- | -- | -- | -- | --- |
| Francia   | 7   | 3  | 2  | 1  | 0  | 3  | 1  | 2   |
| Dinamarca | 5   | 3  | 1  | 2  | 0  | 2  | 1  | 1   |
| Perú      | 3   | 3  | 1  | 0  | 2  | 2  | 2  | 0   |
| Australia | 1   | 3  | 0  | 1  | 2  | 2  | 5  | -3  |

#### Francia vs. Australia
| 16 de junio de 2018, 13:00 (UTC+3) | Francia                          | 2:1 (0:0) | Australia          | Kazán Arena, Kazán                                       |                                                          |
|                                    | Griezmann 58' (pen.) · Pogba 82' | Reporte   | Jedinak 62' (pen.) | Asistencia: 41 279 espectadores Árbitro(s): Andrés Cunha | Asistencia: 41 279 espectadores Árbitro(s): Andrés Cunha |

|  |  |

| GK               | 1  | Hugo Lloris       |     |     |
| RB               | 2  | Benjamin Pavard   |     |     |
| CB               | 4  | Raphaël Varane    |     |     |
| CB               | 5  | Samuel Umtiti     |     |     |
| LB               | 21 | Lucas Hernández   |     |     |
| CM               | 12 | Corentin Tolisso  | 76' | 78' |
| CM               | 13 | N'Golo Kanté      |     |     |
| CM               | 6  | Paul Pogba        |     |     |
| RF               | 11 | Ousmane Dembélé   |     | 70' |
| CF               | 10 | Kylian Mbappé     |     |     |
| LF               | 7  | Antoine Griezmann |     | 70' |
| Cambios:         |    |                   |     |     |
| FW               | 9  | Olivier Giroud    |     | 70' |
| FW               | 18 | Nabil Fekir       |     | 70' |
| MF               | 14 | Blaise Matuidi    |     | 78' |
| Entrenador:      |    |                   |     |     |
| Didier Deschamps |    |                   |     |     |

| GK               | 1  | Mathew Ryan     |     |     |
| RB               | 19 | Josh Risdon     | 57' |     |
| CB               | 5  | Mark Milligan   |     |     |
| CB               | 20 | Trent Sainsbury |     |     |
| LB               | 16 | Aziz Behich     | 87' |     |
| CM               | 15 | Mile Jedinak    |     |     |
| CM               | 13 | Aaron Mooy      |     |     |
| RW               | 7  | Mathew Leckie   | 13' |     |
| AM               | 23 | Tom Rogic       |     | 72' |
| LW               | 10 | Robbie Kruse    |     | 84' |
| CF               | 11 | Andrew Nabbout  |     | 64' |
| Cambios:         |    |                 |     |     |
| FW               | 9  | Tomi Juric      |     | 64' |
| MF               | 22 | Jackson Irvine  |     | 72' |
| FW               | 17 | Daniel Arzani   |     | 84' |
| Entrenador:      |    |                 |     |     |
| Bert van Marwijk |    |                 |     |     |

| Jugador del Partido: Antoine Griezmann Árbitros asistentes: Nicolás Tarán Mauricio Espinosa Cuarto árbitro: Julio Bascuñán Quinto árbitro: Christian Schiemann Árbitro asistente de video: Mauro Vigliano Árbitros asistentes del árbitro asistente de video: Gery Vargas Hernán Maidana Tiago Martins |

#### Francia vs. Perú
| 21 de junio de 2018 | Francia    | 1:0 (1:0) | Perú | Ekaterimburgo Arena, Ekaterimburgo                                   |                                                                      |
| 20:00 YEKT (UTC+5)  | Mbappé 34' | Reporte   |      | Asistencia: 32 789 espectadores Árbitro(s): Mohammed Abdulla Mohamed | Asistencia: 32 789 espectadores Árbitro(s): Mohammed Abdulla Mohamed |

|  |  |

| GK               | 1  | Hugo Lloris       |     |     |
| RB               | 2  | Benjamin Pavard   |     |     |
| CB               | 4  | Raphaël Varane    |     |     |
| CB               | 5  | Samuel Umtiti     |     |     |
| LB               | 21 | Lucas Hernández   |     |     |
| CM               | 6  | Paul Pogba        | 86' | 89' |
| CM               | 13 | N'Golo Kanté      |     |     |
| RW               | 10 | Kylian Mbappé     |     | 75' |
| AM               | 7  | Antoine Griezmann |     | 80' |
| LW               | 14 | Blaise Matuidi    | 16' |     |
| CF               | 9  | Olivier Giroud    |     |     |
| Cambios:         |    |                   |     |     |
| FW               | 11 | Ousmane Dembélé   |     | 75' |
| FW               | 18 | Nabil Fekir       |     | 80' |
| MF               | 15 | Steven N'Zonzi    |     | 89' |
| Entrenador:      |    |                   |     |     |
| Didier Deschamps |    |                   |     |     |

| GK             | 1  | Pedro Gallese       |     |     |
| RB             | 17 | Luis Advíncula      |     |     |
| CB             | 15 | Christian Ramos     |     |     |
| CB             | 2  | Alberto Rodríguez   |     | 46' |
| LB             | 6  | Miguel Trauco       |     |     |
| CM             | 23 | Pedro Aquino        | 81' |     |
| CM             | 19 | Yoshimar Yotún      |     | 46' |
| RW             | 18 | André Carrillo      |     |     |
| AM             | 8  | Christian Cueva     |     | 82' |
| LW             | 20 | Edison Flores       |     |     |
| CF             | 9  | Paolo Guerrero      | 23' |     |
| Cambios:       |    |                     |     |     |
| FW             | 10 | Jefferson Farfán    |     | 46' |
| DF             | 4  | Anderson Santamaría |     | 46' |
| FW             | 11 | Raúl Ruidíaz        |     | 82' |
| Entrenador:    |    |                     |     |     |
| Ricardo Gareca |    |                     |     |     |

| Jugador del Partido: Kylian Mbappé Árbitros asistentes: Mohamed Al Hammadi Hasan Al Mahri Cuarto árbitro: Janny Sikazwe Quinto árbitro: Jerson Dos Santos Árbitro asistente de video: Daniele Orsato Árbitros asistentes del árbitro asistente de video: Abdulrahman Al-Jassim Taleb Al Maari Szymon Marciniak |

#### Dinamarca vs. Francia
| 26 de junio de 2018, 17:00 (UTC+3) | Dinamarca | 0:0     | Francia | Estadio Olímpico Luzhnikí, Moscú                         |                                                          |
|                                    |           | Reporte |         | Asistencia: 78 011 espectadores Árbitro(s): Sandro Ricci | Asistencia: 78 011 espectadores Árbitro(s): Sandro Ricci |

|  |  |

| GK          | 1  | Kasper Schmeichel   |       |       |
| RB          | 14 | Henrik Dalsgaard    |       |       |
| CB          | 4  | Simon Kjær          |       |       |
| CB          | 6  | Andreas Christensen |       |       |
| LB          | 17 | Jens Stryger Larsen |       |       |
| CM          | 8  | Thomas Delaney      |       | 90+2' |
| CM          | 13 | Mathias Jørgensen   | 45+3' |       |
| CM          | 10 | Christian Eriksen   |       |       |
| RF          | 23 | Pione Sisto         |       | 60'   |
| CF          | 21 | Andreas Cornelius   |       | 75'   |
| LF          | 11 | Martin Braithwaite  |       |       |
| Cambios:    |    |                     |       |       |
| FW          | 15 | Viktor Fischer      |       | 60'   |
| FW          | 12 | Kasper Dolberg      |       | 75'   |
| MF          | 18 | Lukas Lerager       |       | 90+2' |
| Entrenador: |    |                     |       |       |
| Åge Hareide |    |                     |       |       |

| GK               | 16 | Steve Mandanda    |  |     |
| RB               | 19 | Djibril Sidibé    |  |     |
| CB               | 4  | Raphaël Varane    |  |     |
| CB               | 3  | Presnel Kimpembe  |  |     |
| LB               | 21 | Lucas Hernández   |  | 50' |
| CM               | 13 | N'Golo Kanté      |  |     |
| CM               | 15 | Steven Nzonzi     |  |     |
| RW               | 11 | Ousmane Dembélé   |  | 78' |
| AM               | 7  | Antoine Griezmann |  | 68' |
| LW               | 8  | Thomas Lemar      |  |     |
| CF               | 9  | Olivier Giroud    |  |     |
| Cambios:         |    |                   |  |     |
| DF               | 22 | Benjamin Mendy    |  | 50' |
| FW               | 18 | Nabil Fekir       |  | 68' |
| FW               | 10 | Kylian Mbappé     |  | 78' |
| Entrenador:      |    |                   |  |     |
| Didier Deschamps |    |                   |  |     |

| Jugador del Partido: N'Golo Kanté Árbitros asistentes: Emerson de Carvalho Marcelo Van Gasse Cuarto árbitro: Gianluca Rocchi Quinto árbitro: Mauro Tonolini Árbitro asistente de video: Mauro Vigliano Árbitros asistentes del árbitro asistente de video: Wilton Sampaio Carlos Astroza Tiago Martins |

### Octavos de final

#### Francia vs. Argentina
| 30 de junio de 2018 | Francia                                             | 4:3 (1:1) | Argentina                                 | Kazán Arena, Kazán                                          |                                                             |
| 17:00 MSK (UTC+3)   | Griezmann 13' (pen.) · Pavard 57' · Mbappé 64', 68' | Reporte   | Di María 41' · Mercado 48' · Agüero 90+3' | Asistencia: 42 873 espectadores Árbitro(s): Alireza Faghani | Asistencia: 42 873 espectadores Árbitro(s): Alireza Faghani |

| Francia | Argentina |

| POR              | 1  | Hugo Lloris       |       |     |
| DEF              | 2  | Benjamin Pavard   | 73'   |     |
| DEF              | 4  | Raphaël Varane    |       |     |
| DEF              | 5  | Samuel Umtiti     |       |     |
| DEF              | 21 | Lucas Hernández   |       |     |
| MED              | 13 | N'Golo Kanté      |       |     |
| MED              | 6  | Paul Pogba        |       |     |
| MED              | 10 | Kylian Mbappé     |       | 89' |
| MED              | 7  | Antoine Griezmann |       | 83' |
| MED              | 14 | Blaise Matuidi    | 72'   | 75' |
| DEL              | 9  | Olivier Giroud    | 90+3' |     |
| Cambios:         |    |                   |       |     |
| MED              | 12 | Corentin Tolisso  |       | 75' |
| MED              | 18 | Nabil Fekir       |       | 83' |
| MED              | 20 | Florian Thauvin   |       | 89' |
| Entrenador:      |    |                   |       |     |
| Didier Deschamps |    |                   |       |     |

| POR            | 12 | Franco Armani      |       |     |
| DEF            | 2  | Gabriel Mercado    |       |     |
| DEF            | 17 | Nicolás Otamendi   | 90+3' |     |
| DEF            | 16 | Marcos Rojo        | 11'   | 46' |
| DEF            | 3  | Nicolás Tagliafico | 19'   |     |
| MED            | 15 | Enzo Pérez         |       | 66' |
| MED            | 14 | Javier Mascherano  | 43'   |     |
| MED            | 7  | Éver Banega        | 50'   |     |
| DEL            | 11 | Ángel Di María     |       |     |
| DEL            | 10 | Lionel Messi       |       |     |
| DEL            | 22 | Cristian Pavón     |       | 75' |
| Cambios:       |    |                    |       |     |
| DEF            | 6  | Federico Fazio     |       | 46' |
| DEL            | 19 | Sergio Agüero      |       | 66' |
| MED            | 13 | Maximiliano Meza   |       | 75' |
| Entrenador:    |    |                    |       |     |
| Jorge Sampaoli |    |                    |       |     |

| Jugador del partido: Kylian Mbappé Árbitros asistentes: Reza Sokhandan Mohammadreza Mansouri Cuarto árbitro: Julio Bascuñán Quinto árbitro: Christian Schiemann Árbitro asistente de video: Massimiliano Irrati Árbitros asistentes del árbitro asistente de video: Paweł Gil Carlos Astroza Paolo Valeri |

### Cuartos de final

#### Uruguay vs. Francia
| 6 de julio de 2018 | Uruguay | 0:2 (0:1) | Francia                    | Estadio de Nizhni Nóvgorod, Nizhni Nóvgorod               |                                                           |
| 17:00 MSK (UTC+3)  |         | Reporte   | Varane 40' · Griezmann 61' | Asistencia: 43 319 espectadores Árbitro(s): Néstor Pitana | Asistencia: 43 319 espectadores Árbitro(s): Néstor Pitana |

| Uruguay | Francia |

| POR           | 1  | Fernando Muslera       |     |     |
| DEF           | 22 | Martín Cáceres         |     |     |
| DEF           | 2  | José Giménez           |     |     |
| DEF           | 3  | Diego Godín            |     |     |
| DEF           | 17 | Diego Laxalt           |     |     |
| MED           | 8  | Nahitan Nández         |     | 73' |
| MED           | 14 | Lucas Torreira         |     |     |
| MED           | 15 | Matías Vecino          |     |     |
| MED           | 6  | Rodrigo Bentancur      | 38' | 59' |
| DEL           | 9  | Luis Suárez            |     |     |
| DEL           | 11 | Christian Stuani       |     | 59' |
| Cambios:      |    |                        |     |     |
| MED           | 7  | Cristian Rodríguez     | 69' | 59' |
| DEL           | 18 | Maximiliano Gómez      |     | 59' |
| DEL           | 20 | Jonathan Urretaviscaya |     | 73' |
| Entrenador:   |    |                        |     |     |
| Óscar Tabárez |    |                        |     |     |

| POR              | 1  | Hugo Lloris       |     |       |  |
| DEF              | 2  | Benjamin Pavard   |     |       |  |
| DEF              | 4  | Raphaël Varane    |     |       |  |
| DEF              | 5  | Samuel Umtiti     |     |       |  |
| DEF              | 21 | Lucas Hernández   | 33' |       |  |
| MED              | 13 | N'Golo Kanté      |     |       |  |
| MED              | 6  | Paul Pogba        |     |       |  |
| MED              | 10 | Kylian Mbappé     | 69' | 88'   |  |
| MED              | 7  | Antoine Griezmann |     | 90+3' |  |
| MED              | 12 | Corentin Tolisso  |     | 80'   |  |
| DEL              | 9  | Olivier Giroud    |     |       |  |
| Cambio:          |    |                   |     |       |  |
| MED              | 15 | Steven N'Zonzi    |     | 80'   |  |
| DEL              | 11 | Ousmane Dembélé   |     | 88'   |  |
| MED              | 18 | Nabil Fekir       |     | 90+3' |  |
| Entrenador:      |    |                   |     |       |  |
| Didier Deschamps |    |                   |     |       |  |

| Jugador del partido: Antoine Griezmann Árbitros asistentes: Hernán Maidana Juan Pablo Belatti Cuarto árbitro: Alireza Faghani Quinto árbitro: Reza Sokhandan Árbitro asistente de video: Massimiliano Irrati Árbitros asistentes del árbitro asistente de video: Carlos Astroza Mauro Vigliano Paolo Valeri |

### Semifinales

#### Francia vs. Bélgica
| 10 de julio de 2018 | Francia    | 1:0 (0:0) | Bélgica | Zenit Arena, San Petersburgo                             |                                                          |
| 21:00 MSK (UTC+3)   | Umtiti 51' | Reporte   |         | Asistencia: 64 286 espectadores Árbitro(s): Andrés Cunha | Asistencia: 64 286 espectadores Árbitro(s): Andrés Cunha |

| Francia | Bélgica |

| POR              | 1  | Hugo Lloris       |       |     |
| DEF              | 2  | Benjamin Pavard   |       |     |
| DEF              | 4  | Raphaël Varane    |       |     |
| DEF              | 5  | Samuel Umtiti     |       |     |
| DEF              | 21 | Lucas Hernández   |       |     |
| MED              | 13 | N'Golo Kanté      | 87'   |     |
| MED              | 6  | Paul Pogba        |       |     |
| MED              | 10 | Kylian Mbappé     | 90+3' |     |
| MED              | 7  | Antoine Griezmann |       |     |
| MED              | 14 | Blaise Matuidi    |       | 86' |
| DEL              | 9  | Olivier Giroud    |       | 85' |
| Cambios:         |    |                   |       |     |
| MED              | 15 | Steven N'Zonzi    |       | 85' |
| MED              | 12 | Corentin Tolisso  |       | 86' |
|                  |    |                   |       |     |
| Entrenador:      |    |                   |       |     |
| Didier Deschamps |    |                   |       |     |

| POR              | 1  | Thibaut Courtois  |       |       |
| DEF              | 2  | Toby Alderweireld | 71'   |       |
| DEF              | 4  | Vincent Kompany   |       |       |
| DEF              | 5  | Jan Vertonghen    | 90+4' |       |
| MED              | 22 | Nacer Chadli      |       | 90+1' |
| MED              | 19 | Mousa Dembélé     |       | 60'   |
| MED              | 6  | Axel Witsel       |       |       |
| MED              | 8  | Marouane Fellaini |       | 80'   |
| MED              | 7  | Kevin De Bruyne   |       |       |
| DEL              | 9  | Romelu Lukaku     |       |       |
| DEL              | 10 | Eden Hazard       | 63'   |       |
| Cambios:         |    |                   |       |       |
| DEL              | 14 | Dries Mertens     |       | 60'   |
| MED              | 11 | Yannick Carrasco  |       | 80'   |
| DEL              | 21 | Michy Batshuayi   |       | 90+1' |
| Entrenador:      |    |                   |       |       |
| Roberto Martínez |    |                   |       |       |

| Jugador del partido: Samuel Umtiti Árbitros asistentes: Nicolás Taran Mauricio Espinosa Cuarto árbitro: César Arturo Ramos Árbitro asistente de video: Massimiliano Irrati Árbitros asistentes del árbitro asistente de video: Roberto Díaz Mauro Vigliano Paolo Valeri |

### Final

#### Francia vs. Croacia
| 15 de julio de 2018 | Francia                                                              | 4:2 (2:1) | Croacia                     | Estadio Olímpico Luzhnikí, Moscú                          |                                                           |
| 18:00 MSK (UTC+3)   | Mandžukić 18' (a.g.) · Griezmann 38' (pen.) · Pogba 59' · Mbappé 65' | Reporte   | Perišić 28' · Mandžukić 69' | Asistencia: 78 011 espectadores Árbitro(s): Néstor Pitana | Asistencia: 78 011 espectadores Árbitro(s): Néstor Pitana |

| Francia | Croacia |

| POR              | 1  | Hugo Lloris       |     |     |
| DEF              | 2  | Benjamin Pavard   |     |     |
| DEF              | 4  | Raphaël Varane    |     |     |
| DEF              | 5  | Samuel Umtiti     |     |     |
| DEF              | 21 | Lucas Hernández   | 41' |     |
| MED              | 13 | N'Golo Kanté      | 27' | 54' |
| MED              | 6  | Paul Pogba        |     |     |
| MED              | 10 | Kylian Mbappé     |     |     |
| MED              | 7  | Antoine Griezmann |     |     |
| MED              | 14 | Blaise Matuidi    |     | 73' |
| DEL              | 9  | Olivier Giroud    |     | 81' |
| Cambios:         |    |                   |     |     |
| MED              | 15 | Steven N'Zonzi    |     | 54' |
| MED              | 12 | Corentin Tolisso  |     | 73' |
| MED              | 18 | Nabil Fekir       |     | 81' |
| Entrenador:      |    |                   |     |     |
| Didier Deschamps |    |                   |     |     |

| POR          | 23 | Danijel Subašić  |        |     |
| DEF          | 2  | Šime Vrsaljko    | 90'+2' |     |
| DEF          | 6  | Dejan Lovren     |        |     |
| DEF          | 21 | Domagoj Vida     |        |     |
| DEF          | 3  | Ivan Strinić     |        | 81' |
| MED          | 7  | Ivan Rakitić     |        |     |
| MED          | 10 | Luka Modrić      |        |     |
| MED          | 18 | Ante Rebić       |        | 71' |
| MED          | 11 | Marcelo Brozović |        |     |
| MED          | 4  | Ivan Perišić     |        |     |
| DEL          | 17 | Mario Mandžukić  |        |     |
| Cambios:     |    |                  |        |     |
| DEL          | 9  | Andrej Kramarić  |        | 71' |
| DEF          | 20 | Ivan Strinić     |        | 81' |
|              |    |                  |        |     |
|              |    |                  |        |     |
| Entrenador:  |    |                  |        |     |
| Zlatko Dalić |    |                  |        |     |

| Jugador del partido: Antoine Griezmann Árbitros asistentes: Hernán Maidana Juan Pablo Belatti Cuarto árbitro: Björn Kuipers Quinto árbitro: Erwin Zeinstra Comisario del partido: Souleiman Hassan Waberi Árbitro asistente de video: Massimiliano Irrati Árbitros asistentes del árbitro asistente de video: Mauro Vigliano Carlos Astroza Danny Makkelie | Reglas del partido - 90 minutos. - 30 minutos de prórroga si fuera necesaria. - Tiros desde el punto penal si el resultado sigue empatado. - Un máximo de 12 jugadores sustitutos. - Máximo tres cambios, con un cuarto permitido en la prórroga. |

|                    |
| Bandera de Francia |
| Campeón Francia    |
| Segundo título     |

## Participación de jugadores
| #  | Pos        | Jugador         | PJ | Minutos Jugados | Goles recibidos | Atajos | Tarjetas Amarillas | Doble Tarjeta Amarilla y Roja | Tarjetas Rojas |
| -- | ---------- | --------------- | -- | --------------- | --------------- | ------ | ------------------ | ----------------------------- | -------------- |
| 1  | Guardameta | Hugo Lloris     | 6  | 540             | -6              | 11     | 0                  | 0                             | 0              |
| 16 | Guardameta | Steve Mandanda  | 1  | 90              | 0               | 2      | 0                  | 0                             | 0              |
| 23 | Guardameta | Alphonse Areola | -  | -               | -               | -      | -                  | -                             | -              |

| #  | Pos            | Jugador           | PJ | Minutos Jugados | Goles | Asistencias | Tarjetas Amarillas | Doble Tarjeta Amarilla y Roja | Tarjetas Rojas |
| -- | -------------- | ----------------- | -- | --------------- | ----- | ----------- | ------------------ | ----------------------------- | -------------- |
| 2  | Defensa        | Benjamin Pavard   | 6  | 540             | 1     | 0           | 1                  | 0                             | 0              |
| 3  | Defensa        | Presnel Kimpembe  | 1  | 90              | 0     | 0           | 0                  | 0                             | 0              |
| 4  | Defensa        | Raphaël Varane    | 7  | 630             | 1     | 0           | 0                  | 0                             | 0              |
| 5  | Defensa        | Samuel Umtiti     | 6  | 540             | 1     | 0           | 0                  | 0                             | 0              |
| 6  | Centrocampista | Paul Pogba        | 6  | 538             | 2     | 1           | 1                  | 0                             | 0              |
| 7  | Delantero      | Antoine Griezmann | 7  | 567             | 4     | 3           | 0                  | 0                             | 0              |
| 8  | Delantero      | Thomas Lemar      | 1  | 90              | 0     | 0           | 0                  | 0                             | 0              |
| 9  | Delantero      | Olivier Giroud    | 7  | 545             | 0     | 1           | 1                  | 0                             | 0              |
| 10 | Delantero      | Kylian Mbappé     | 7  | 532             | 4     | 1           | 2                  | 0                             | 0              |
| 11 | Delantero      | Ousmane Dembélé   | 4  | 165             | 0     | 0           | 0                  | 0                             | 0              |
| 12 | Centrocampista | Corentin Tolisso  | 5  | 195             | 0     | 1           | 1                  | 0                             | 0              |
| 13 | Centrocampista | N'Golo Kanté      | 7  | 594             | 8     | 0           | 2                  | 0                             | 0              |
| 14 | Centrocampista | Blaise Matuidi    | 12 | 607             | 3     | 0           | 2                  | 0                             | 0              |
| 15 | Centrocampista | Steven N'Zonzi    | 5  | 145             | 0     | 0           | 0                  | 0                             | 0              |
| 17 | Defensa        | Adil Rami         | -  | -               | -     | -           | -                  | -                             | -              |
| 18 | Delantero      | Nabil Fekir       | 6  | 74              | 0     | 0           | 0                  | 0                             | 0              |
| 19 | Defensa        | Djibril Sidibé    | 5  | 145             | 0     | 8           | 0                  | 0                             | 0              |
| 20 | Delantero      | Florian Thauvin   | 1  | 2               | 0     | 0           | 0                  | 0                             | 0              |
| 21 | Defensa        | Lucas Hernández   | 7  | 589             | 0     | 2           | 2                  | 0                             | 0              |
| 22 | Defensa        | Benjamin Mendy    | 1  | 41              | 0     | 0           | 0                  | 0                             | 0              |